# کوثرات
کوثرات (اوگاریتی: 𐎋𐎘𐎗𐎚، kṯrt) گروهی شامل هفت الهه و در ارتباط با لقاح، باروری، تولد و ازدواج بودند؛ آنها عمدتا در شمال سوریه امروزی در عصر برنز پرستش می‌شدند. 

## نام
نام کوثرات (Kôṯarātu) تلفظ قراردادی kṯrt در زبان اوگاریتی است. املاهایی مانند Kathiratu و Katiratu نیز در ادبیات مدرن استفاده می‌شوند.

### اسم‌های فردی احتمالی
نام‌های فردی کوثرات ممکن است در اسطوره اوگاریتی ازدواج نینکال و یاریخ  گواهی شده باشند. گابریل تئویر آنها را اینگونه بازیابی می‌کند: ṯlḫh، mlgh، yṯtqt، bq’t، tq’t، prbḫṯ، dmqt. ویلفرد جی. ای. واتسون فهرست مشابهی را ارائه می‌کند اما yṯtqt را مستثنی می‌کند. با این حال، همه کارشناسان موافق نیستند که این کلمات نام‌گذاری شده‌اند.

## شخصیت
کوثرات عمدتاً با لقاح، حاملگی و تولد مرتبط بودند.

## ارتباط با سایر خداییان
بر اساس متون اوگاریتی، خدای hll پدر کوثرات بود.

## پرستش
کوثرات از داخل سوریه سرچشمه گرفت.